# モノモリンI
モノモリンI（Monomorine I）は、1973年に構造が解明されたイエヒメアリ（Monomorium pharaonis ）の道標フェロモンである二環式アミンである。その構造は1973年に初めて解明された。合成モノモリンはアリをおびき寄せて全滅させるために使用できる可能性がある。